# Gremersdorf
Gremersdorf är en kommun och ort (gemeinde) i Kreis Ostholstein i det tyska förbundslandet Schleswig-Holstein. Folkmängden uppgår till cirka 1 500 invånare.
Kommunen ingår i kommunalförbundet Amt Oldenburg-Land tillsammans med ytterligare fem kommuner.